# Franz Dietl (Fußballspieler)
Franz Dietl (geb. vor 1920; gest. 24. Dezember 1949) war ein deutscher Fußballspieler, der von 1920 bis 1928 für den FC Bayern München aktiv war.

## Karriere

### Vereine
Für die Jugendmannschaft des FC Bayern München spielend, rückte Dietl (mit Josef Pöttinger und Ernst Nagelschmitz) am 27. Juli 1920 in die erste Mannschaft auf, nachdem er in der Saison zuvor lediglich ein Freundschaftsspiel für diese bestritten hatte. Er kam in der Südbayerischen Kreisliga, der seinerzeit höchsten regionalen Spielklasse, zum Einsatz und gewann mit der Mannschaft 1923 die Südbayerische Meisterschaft.
Im Finale um den Süddeutschen Pokal unterlag er mit den Bayern am 17. Juni 1923 auf dem MTV-Platz an der Marbachstraße jedoch der SpVgg Fürth mit 3:4, trotz zweier Tore von ihm.
Seine letzte Saison für die Bayern war zugleich auch seine erfolgreichste mit drei weiteren Titeln. Zunächst gewann er mit den Bayern die Bayerische, danach, erstmals auch die Süddeutsche Meisterschaft mit drei Punkten Vorsprung vor der SpVgg Fürth. Infolgedessen nahm er auch an der Endrunde um die deutsche Meisterschaft teil, kam jedoch nur im Achtelfinale, in dem er mit den Bayern am 16. Mai 1926 nach der 0:2-Niederlage in Leipzig bei der dort ansässigen Fortuna, aus dem Wettbewerb schied, zum Einsatz.

### Auswahlmannschaft
Am 4. Juli 1926 gewann er das in Köln ausgetragene Endspiel um den Kampfspielpokal, in dem er beim 7:2-Erfolg der Auswahlmannschaft des Süddeutschen Fußball-Verbandes (mit den Vereinsmitspielern Emil Kutterer, Josef Pöttinger und Ludwig Hofmann) gegen die Auswahlmannschaft des Westdeutschen Spiel-Verbandes mit den Treffern zum 1:0 in der 24. und zum 7:1 in der 67. Minute zwei Tore beitrug.

## Sonstiges
In der Saison 1947/48 trainierte er den FC Bayern München, bevor ihm Alwin Riemke nachfolgte.
Dietl verstarb am Heiligabend 1949. Zu seinen Ehren trat der FC Bayern am 26. Dezember 1949 im Oberligaspiel gegen den FC Augsburg (4:1) mit Trauerflor an. In der 10. Minute der Partie wurde für ihn eine Gedenkminute eingelegt.

## Erfolge
- Kampfspielpokal-Sieger 1926
- Süddeutscher Meister 1926, 1928
- Bayerischer Meister 1926
- Südbayerischer Meister 1923, 1928
- Süddeutscher Pokal-Finalist 1923